# Мадрасо, Луис де
Луис де Мадрасо-и-Кунц (исп. Luis de Madrazo y Kuntz ; 27 февраля 1825[…], Мадрид — 9 февраля 1897, Мадрид) — испанский художник. 

## Биография

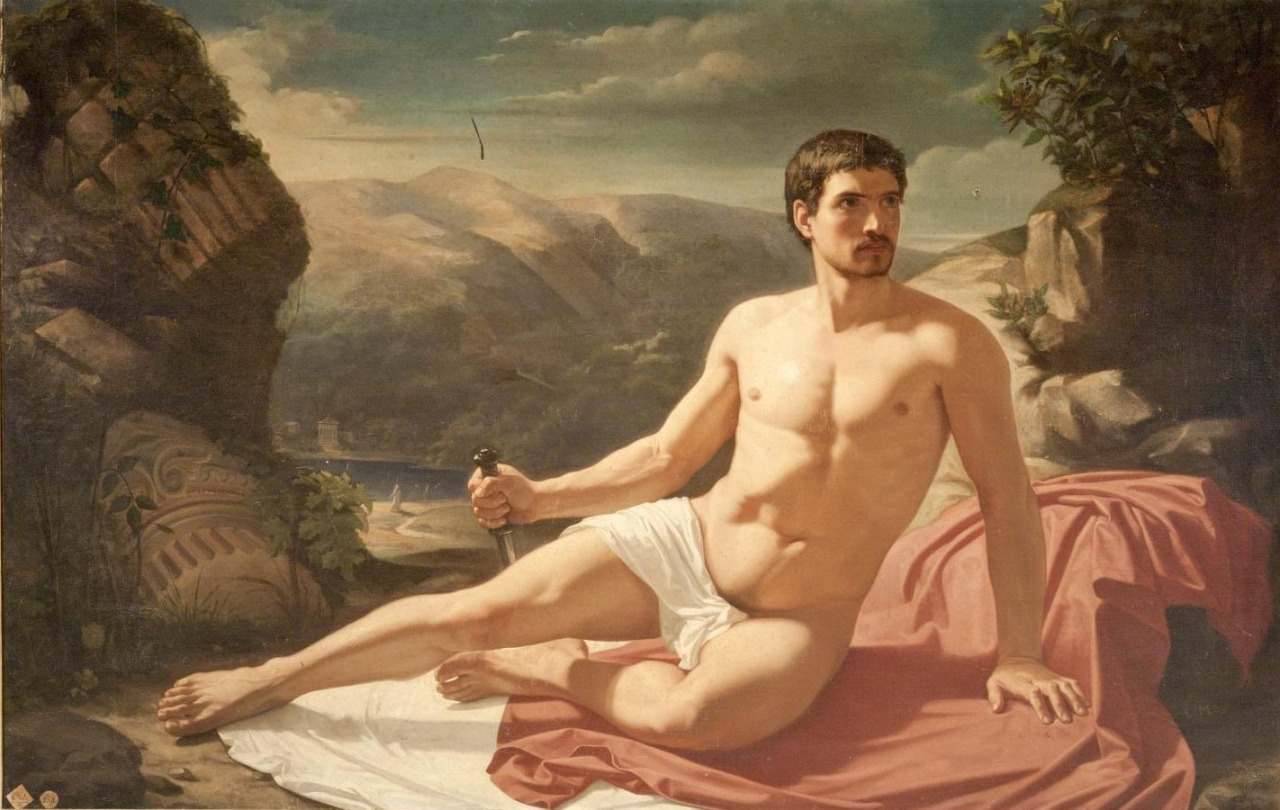
Мужчина с кинжалом (этюд или картина на неизвестный античный сюжет)

Родился в 1825 году в Мадриде. Представитель художественной династии Мадрасо. Сын художника Хосе де Мадрасо (1781—1859), младший брат художников Федерико де Мадрасо (1815—1894) и Педро де Мадрасо (1816—1898). Матерью братьев была Изабелла Кунц (Кунцте; 1785—1866), дочь польского художника Тадуеша Кунтце (1727—1793).
Обучался живописи сперва под руководством  отца, затем — в мадридской Королевской академии Сан-Фернандо. В 1845 году, в возрасте около 20 лет, начал работать штатным художником-иллюстратором в журнале «Seminario Pintoresco Español». Несколько лет спустя получил стипендию, которая позволила ему отправится в Рим для продолжения обучения. В Риме Луис Мадрасо сначала посещал итальянскую Академию Святого Луки, а затем сблизился с художниками-французами из Французской академии в Риме, которая располагалась на вилле Медичи. Также как и брат, испытал влияние и немецких художников-назарейцев, в том числе Иоганна Фридриха Овербека, с которыми познакомился в Италии.
После учебы в Риме, Луис де Мадрасо совершил поездку по Европе, посетил такие города, как Париж, Мюнхен, Венеция, Берлин. В каждом из этих городов он задерживался на некоторое время. В начале 1890-х годов Луис де Мадрасо на время поселился в Помпеях вместе с двумя другими художниками-испанцами. 
Лишь в конце жизни Луис окончательно вернулся в Испанию, где занимался преимущественно написанием портретом. За заслуги в области искусства был награжден командорской степенью ордена Изабеллы Католической.
Скончался в 1897 году в Мадриде.

## Галерея

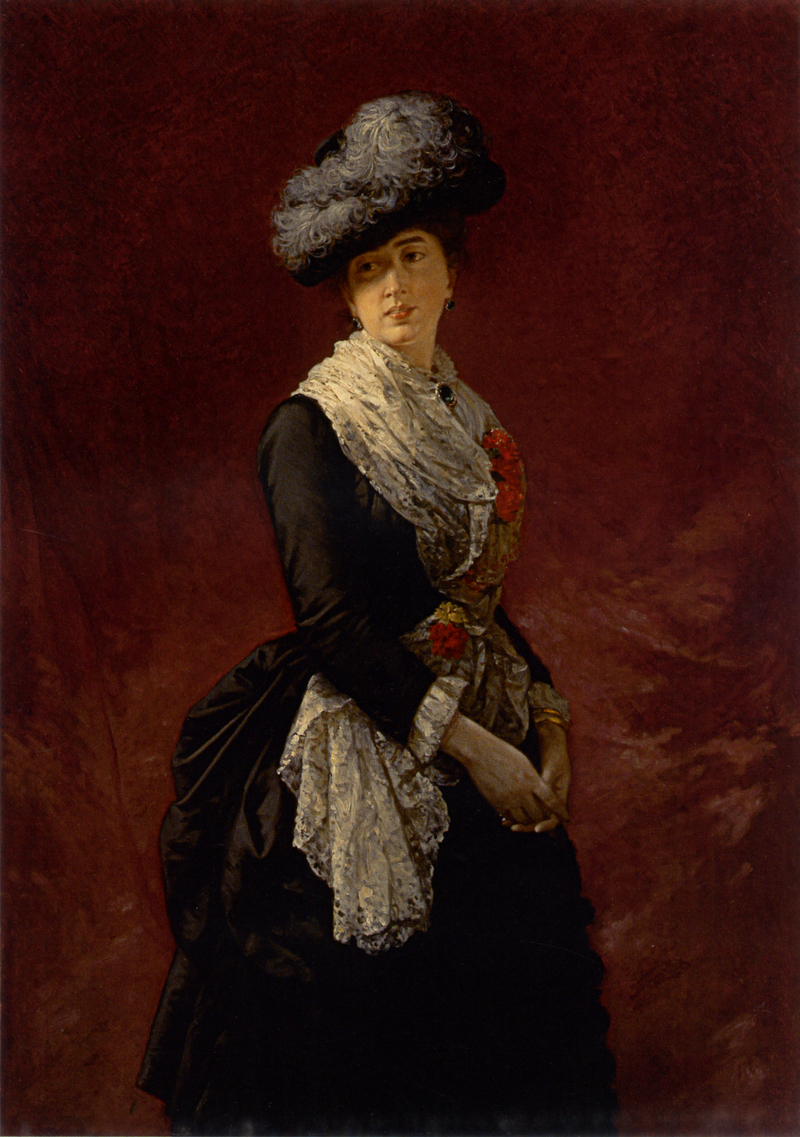
Сесилия де Мадрасо
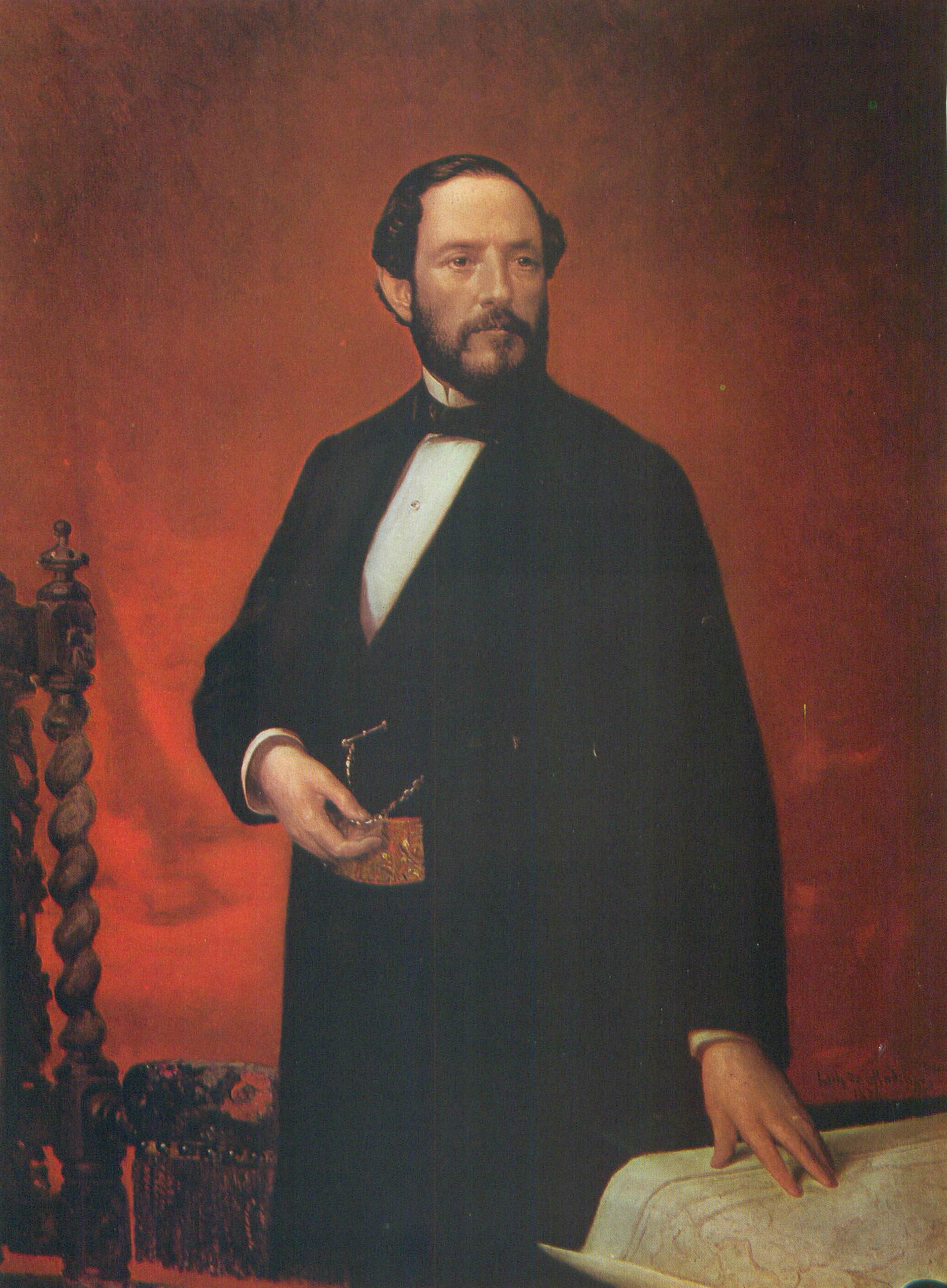
Хуан Прим
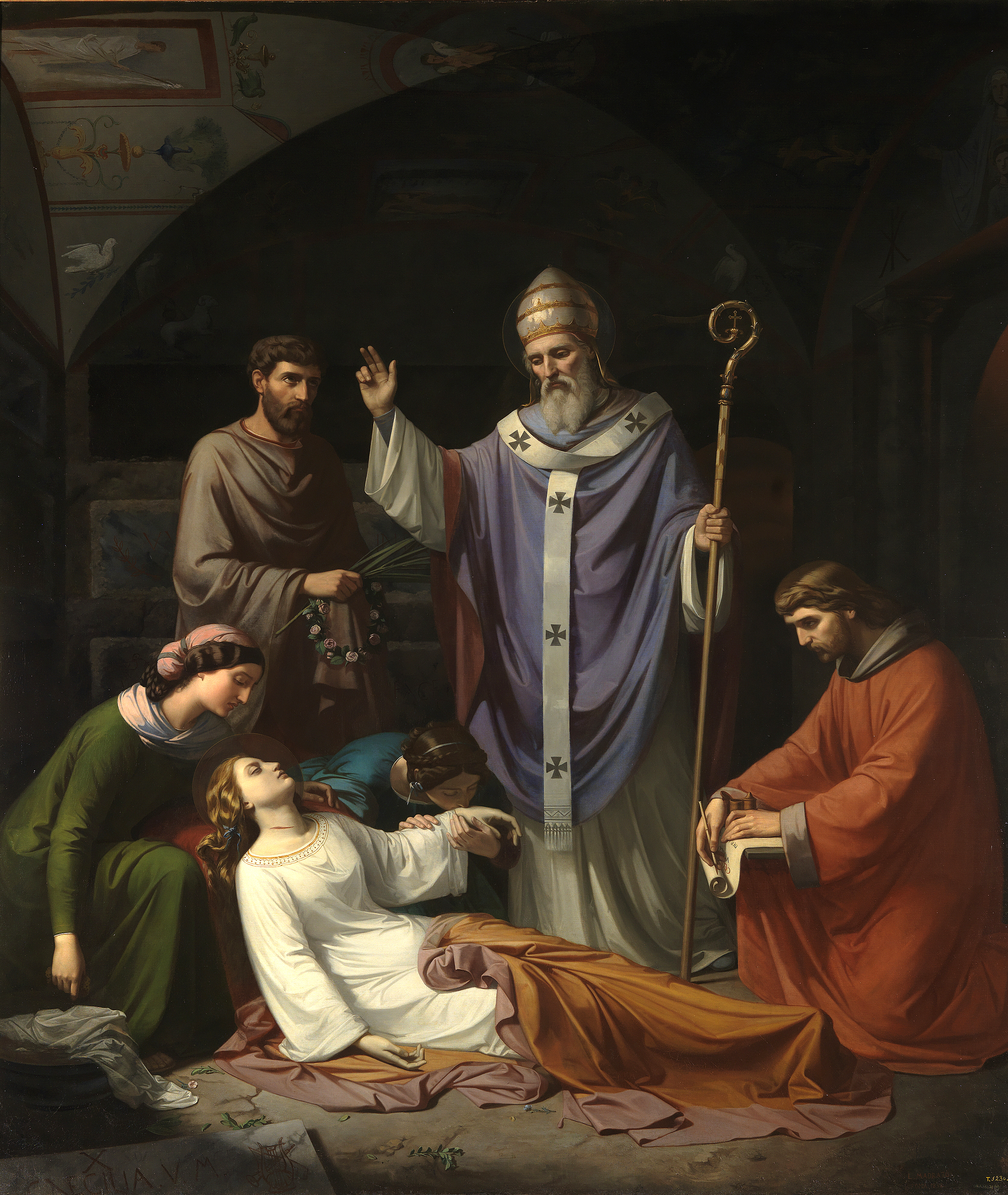
Погребение Святой Цецилии в римских катакомбах
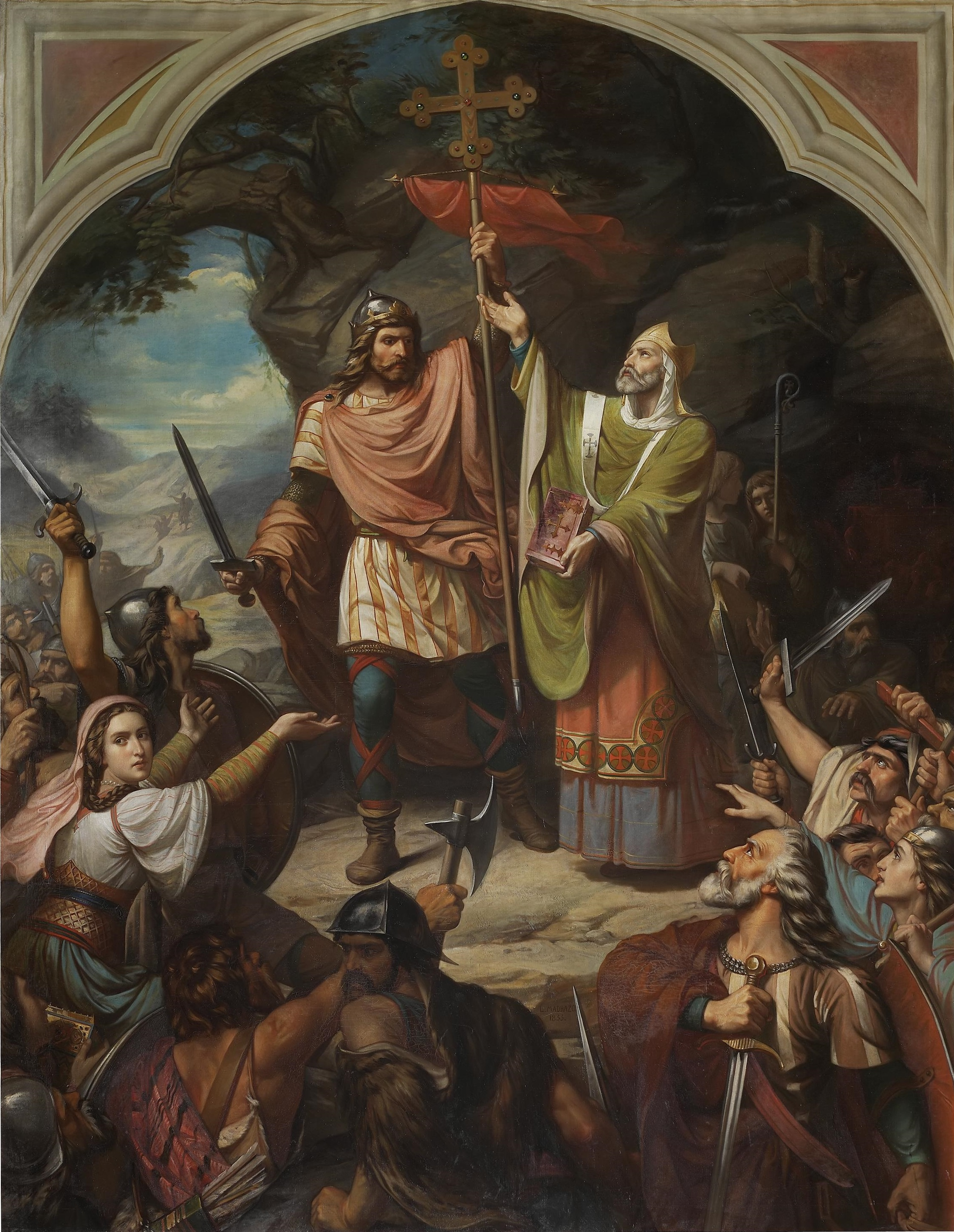
Дона Пелайо провозглашают королем Астурии.